# Američko katoličko sveučilište
Američko katoličko sveučilište (engl. Catholic University of America), privatno je istraživačko i papinsko sveučilište u Washingtonu i jedina visokoškolska ustanova sufinancirana sredstvima Biskupske konferencije Sjedinjenih Država. Utemeljeno je 1887. uz dozvolu pape Lava XIII., a kamen temeljac za gradnju sveučilišta postavio je tadašnji američki predsjednik Stephen Grover Cleveland zajedno s članovima Vlade i Kongresa. Sveučilište je smješteno u washingtonskom naselju Brookland, poznatog i kao »Mali Rim« poradi niza katoličkih ustanova smještenih u njemu. Njeguje suradnju s Kolumbovim vitezovima i drugim katoličkim ustanovama u SAD-u. Sveučilište su tijekom povijesti posjetili pape Ivan Pavao II. (1979.), Benedikt XVI. (2008.) i Franjo (2015.)
U sklopu Sveučilišta djeluje dvanaest sastavnica i 21 istraživački centar, kao i izdavačka kuća Catholic University of America Press. Na Sveučilištu, između ostalih, djeluje i Udruženje američkih katoličkih bibličara koje izdaje ugledni znanstveni časopis Catholic Biblical Quarterly. Unutar Sveučilišta djeluje i nekoliko knjižnica, a među njima i Knjižnica Oliveira Lime, poznata i kao Iberoamerička knjižnica, s najvećom zbirkom knjižne građe na brazilskom portugalskom jeziku izvan Brazila. Prvo je sveučilište u SAD-u koje na kojem je doktorat obranila jedna Afroamerikanka - Marguerite Williams iz geologije 1942.
Sastavnice Sveučilišta uključuju:
- Arhitektonski fakultet
- Conweyev fakultet sestrinstva
- Ekonomski fakultet »Tim i Step Busch«
- Fakultet kanonskog prava (jedini u SAD-u, ustanovila Sveta Stolica 1932.)
- Fakultet strojarstva
- Fakultet teologije i religijskih znanosti
- Filozofski fakultet
- Kolumbov pravni fakultet
- Metropolitan School of Professional Studies
- Nacionalni katolički fakultet socijalnog rada
- Znanstveno-umjetnički fakultet

## Vanjske poveznice
- Službene stranice

|  | Zajednički poslužitelj ima još gradiva o temi Američko katoličko sveučilište |